# Coppa del Mondo di cricket femminile 2000
La Coppa del Mondo di cricket femminile 2000 fu la settima edizione del torneo mondiale di cricket per donne. Fu disputata dal 29 novembre al 23 dicembre 2000 in Nuova Zelanda e vide la partecipazione di 8 squadre.
La vittoria finale andò a sorpresa alle padrone di casa, che sconfissero le favorite campionesse in carica australiane.

## Partecipanti
- Australia
- India
- Inghilterra
- Irlanda
- Nuova Zelanda
- Paesi Bassi
- Sri Lanka
- Sudafrica

## Formula
Le 8 squadre partecipanti si affrontarono in un grande girone all'italiana con partite di sola andata. Al termine del girone le prime quattro classificate si qualificarono per le semifinali incrociate (la prima con la quarta, la seconda con la terza). Le vincenti accedevano alla finalissima, non era prevista una finale per il III posto.

## Prima fase

### Classifica
| Squadra       | G | V | S | T | NR | Pti |
| ------------- | - | - | - | - | -- | --- |
| Australia     | 7 | 7 | 0 | 0 | 0  | 14  |
| Nuova Zelanda | 7 | 6 | 1 | 0 | 0  | 12  |
| India         | 7 | 5 | 2 | 0 | 0  | 10  |
| Sudafrica     | 7 | 4 | 3 | 0 | 0  | 8   |
| Inghilterra   | 7 | 3 | 4 | 0 | 0  | 6   |
| Sri Lanka     | 7 | 2 | 5 | 0 | 0  | 4   |
| Irlanda       | 7 | 1 | 6 | 0 | 0  | 2   |
| Paesi Bassi   | 7 | 0 | 7 | 0 | 0  | 0   |

## Fase finale
|  | Semifinali    | Semifinali    | Semifinali    |               |           | Finale    | Finale | Finale |  |
|  |               |               |               |               |           |           |        |        |  |
|  | Australia     | Australia     | 181/1         |               |           |           |        |        |  |
|  | Australia     | Australia     | 181/1         |               |           |           |        |        |  |
|  | Sudafrica     | Sudafrica     | 180/8         |               |           |           |        |        |  |
|  | Sudafrica     | Sudafrica     | 180/8         |               | Australia | Australia | 180/ao |        |  |
|  |               |               |               |               | Australia | Australia | 180/ao |        |  |
|  |               |               | Nuova Zelanda | Nuova Zelanda | 184/ao    |           |        |        |  |
|  | Nuova Zelanda | Nuova Zelanda | Nuova Zelanda | Nuova Zelanda | 184/ao    | 121/1     |        |        |  |
|  | Nuova Zelanda | Nuova Zelanda |               |               |           |           |        |        |  |
|  | India         | India         | 117/ao        |               |           |           |        |        |  |

### Semifinali
| Data             | Luogo                                      | In battuta (nel I innings)     | Al lancio (nel I innings)        | Risultato              |
| ---------------- | ------------------------------------------ | ------------------------------ | -------------------------------- | ---------------------- |
| 18 dicembre 2000 | Bert Sutcliffe Oval Lincoln, Nuova Zelanda | Sudafrica 180/8 (50 overs)     | Australia 181/1 (31.2 overs)     | AUS vince di 9 wickets |
| 20 dicembre 2000 | Bert Sutcliffe Oval Lincoln, Nuova Zelanda | India 117/all out (45.2 overs) | Nuova Zelanda 121/1 (26.5 overs) | NZL vince di 9 wickets |

### Finale
| Data             | Luogo                                      | In battuta (nel I innings)             | Al lancio (nel I innings)          | Risultato           |
| ---------------- | ------------------------------------------ | -------------------------------------- | ---------------------------------- | ------------------- |
| 23 dicembre 2000 | Bert Sutcliffe Oval Lincoln, Nuova Zelanda | Nuova Zelanda 184/all out (48.4 overs) | Australia 180/all out (49.1 overs) | NZL vince di 4 runs |